# 弁正
弁正（べんせい、生没年不詳）は、飛鳥時代から奈良時代にかけての僧。

## 経歴
『懐風藻』によれば、俗姓は秦氏、年の頃に出家し、玄学にすぐれていたという。大宝2年（702年）留学僧として第7次遣唐使に加わり入唐。唐では、囲碁を能くするとして、まだ皇子であった李隆基（のちの玄宗）によってたびたび賞遇された。現地で還俗した後、唐人の女性と婚姻したと想定され、息子の秦朝慶と秦朝元を儲けている。秦朝元は養老2年（718年）の第9次遣唐使の帰国に従って訪日したが、弁正と秦朝慶は唐の地で没した。
『懐風藻』に弁正の伝記と漢詩が2首残っている。また、故宮博物館に収蔵されている『明皇会棋図』は李隆基と弁正の対局をテーマにした作品であるという説がある。

## 系譜
- 父：不詳
- 母：不詳
- 生母不詳の子女
  - 男子：秦朝慶
  - 男子：秦朝元